# Apintie (drum)

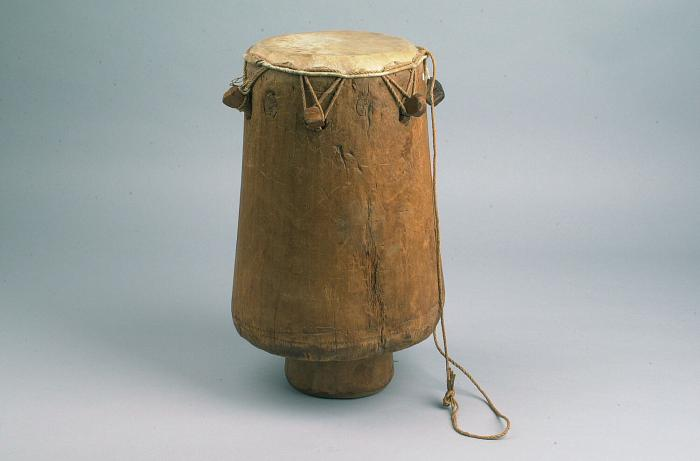
Apinti (Tropenmuseum)

Een apintie of apinti is een enkelvellig slaginstrument dat door de Surinaamse marrons gebruikt werd om berichten door te seinen naar naburige dorpen en/of stammen.
Deze manier van berichtenverkeer is door de marrons tot in het recente verleden gebruikt. Dit communicatiemiddel is vanuit de tijd van de slavernij uit West-Afrika meegebracht. Tegenwoordig wordt de apinti (naast de agida, mandron, poedja en kawina) nagenoeg uitsluitend als slaginstrument gebruikt bij religieuze dansen en muziek.

## Trivia
Er is in Paramaribo ook een gelijknamig radio- en televisiestation: Radio Apintie en Apintie Televisie (geschreven volgens de oude spelling van het Sranan: met een e aan het einde).